# Pionier (Świadkowie Jehowy)
Pionier – ochrzczony głosiciel wyznania Świadków Jehowy, który na działalność ewangelizacyjną dobrowolnie zobowiązuje się przeznaczać określoną liczbę godzin w miesiącu lub roku.
Pionierzy (stali i pomocniczy) nie otrzymują wynagrodzenia za udział w działalności kaznodziejskiej. Nie są też zatrudnieni przez zbór ani przez żadną osobę prawną powiązaną ze Świadkami Jehowy. Większość pionierów zarabia na swoje utrzymanie, wykonując pracę zawodową. Określenie pionier nie jest stosowane jako tytuł czy zwrot honorowy.

## Historia
Pierwszych pionierów nazywano kolporterami (wówczas jeszcze przez Badaczy Pisma Świętego). W „Strażnicy Syjońskiej” z kwietnia 1881 roku zamieszczono artykuł pt. Potrzeba 1000 kaznodziejów, w którym zachęcono osoby niemające nikogo na utrzymaniu do poświęcania tyle czasu, ile tylko mogą, na działalność kaznodziejską. W roku 1885 liczba kolporterów wynosiła 300 osób. W sprawie wyboru terenu do głoszenia na początku pozostawiano kolporterom pełną swobodę. W 1909 roku pionierów było 625. Liczbę 1000 kolporterów przekroczono dopiero w 1914 roku.
Po roku 1931 kolporterów zaczęto nazywać pionierami. Pierwszych pionierów specjalnych Towarzystwo Strażnica zaczęło wysyłać w 1937 roku. Ich zadanie polegało na odtwarzaniu w progach mieszkań wykładów biblijnych z płyt gramofonowych oraz na ponownym odwiedzaniu ludzi i prowadzeniu z nimi rozmów biblijnych. Na początku pionierzy specjalni skupiali się na dużych miastach, gdzie istniały już zbory Świadków Jehowy. Kilka lat później zaczęto kierować pionierów na tereny, gdzie Świadkowie Jehowy nie prowadzili działalności kaznodziejskiej. W 1939 roku trzystu pionierów specjalnych odtworzyło 4,5-minutowe przemówienie biblijne ponad pół miliona razy, dzięki czemu wysłuchało go przeszło milion osób. To zachęciło innych głosicieli do używania gramofonów i w rezultacie na ponad 47 000 urządzeń odtwarzano 92 różne wykłady biblijne. W 2015 roku w skład śpiewnika Świadków Jehowy weszła pieśń, która w treści nawiązuje do działalności pionierów. Pieśń nosi tytuł „Dzień z życia pioniera”.

## Rodzaje służby pionierskiej
- Pionier pomocniczy – głosiciel może podjąć ten rodzaj służby od razu po chrzcie, na jeden lub kilka miesięcy, a czasami nawet do odwołania. Wypełniając specjalny wniosek, zobowiązuje się do poświęcania na głoszenie przynajmniej 30 godzin w miesiącu[a][11]. Starsi miejscowego zboru po rozpatrzeniu, czy dany głosiciel spełnia wymagania, mogą zatwierdzić jego wniosek do pomocniczej służby pionierskiej. Pionier taki głosi na terenie swojego zboru. W Polsce w 2016 roku było przeciętnie 6225 pionierów pomocniczych[12]. Największą liczbę pionierów pomocniczych w Polsce osiągnięto w kwietniu 2011 roku – 45 028 osób[b][13]. Na świecie – w 239 krajach – w 2024 roku było przeciętnie 867 502 pionierów pomocniczych[14][15][b]. Pionierów pomocniczych po raz pierwszy powołano w roku 1917. Byli oni nazywani kolporterami specjalnymi. W niektórych zborach było ich wówczas około 100[16].
- Pionier stały – głosiciel, który jest w stanie spędzić w działalności kaznodziejskiej minimum 600 godzin w roku (przeciętnie co najmniej 50 godzin miesięcznie)[c][11], i jest przynajmniej sześć miesięcy po chrzcie. Po pozytywnym rozpatrzeniu jego wniosku przez starszych zboru zostaje przez nich zamianowany na pioniera. Działalność ewangelizacyjną jako pionier stały może pełnić na terenie swojego zboru lub na terenie, na który zostanie skierowany według potrzeb[17]. Pod koniec pierwszego roku służby pionier stały jest zapraszany na specjalne sześciodniowe szkolenie – Kurs Służby Pionierskiej. Doświadczeni pionierzy w wieku od 21 do 65 lat, po dwóch latach służby pionierskiej oraz gotowi działać na przydzielonych im terenach, mogą skorzystać z dwumiesięcznego Kursu dla Ewangelizatorów Królestwa[18]. Bierze udział w spotkaniach dla pionierów podczas wizyty nadzorcy obwodu, corocznym spotkaniu w zborze, w specjalnym spotkaniu organizowanym w związku ze zgromadzeniem obwodowym (w wyjątkowych sytuacjach był prowadzony poprzez platformę internetową JW Stream–Studio)[19]. Na świecie w 2024 roku było przeciętnie 1 651 698 pionierów stałych (w Polsce – 11 663)[15]. W kwietniu 1881 roku, gdy Badaczy Pisma Świętego było około 100, Charles T. Russell w „Strażnicy Syjońskiej” opublikował apel pod tytułem Potrzeba 1000 kaznodziejów[20]. W roku 1885 działalność kaznodziejską prowadziło około 300 kolporterów. Z tej grupy w 1888 roku 50 osób czyniło to pełnoczasowo[21].
- Pionier specjalny – głosiciel, który na głoszenie przeznacza 100 godzin w miesiącu[11][22][c][d]. Na pioniera specjalnego każda osoba zostaje zamianowana przez Biuro Oddziału Świadków Jehowy koordynujące działalność w kraju, w którym mieszka. Zazwyczaj do tego rodzaju służby pionierskiej zapraszani są doświadczeni pionierzy stali, którzy mogą głosić tam, gdzie ich skieruje Biuro Oddziału. Kierowani są często na teren, gdzie mogą założyć nowy zbór; we własnym lub ościennym kraju. Ponieważ większość swojego czasu poświęcają na ewangelizację, toteż nie mogą zarabiać na swoje utrzymanie. Dlatego dostają od Towarzystwa Strażnica zapomogę na pokrycie niezbędnych wydatków[17][7]. W Polsce w 2011 roku było łącznie 241 pionierów specjalnych[13]. Na świecie w 1992 było ponad 14 500 pionierów specjalnych[7], w roku 2015 przeszło 55 tysięcy[23], a w roku 2023 ponad 27 tysięcy[9]. Ze względu na wykonywanie specjalnego zadania, pionier specjalny należy do Ogólnoświatowej Wspólnoty Specjalnych Sług Pełnoczasowych Świadków Jehowy[24]. Spośród tymczasowych pionierów specjalnych, zamianowanych spośród absolwentów Kursu dla Ewangelizatorów Królestwa, po corocznej analizie ich działalności przez Komitet Służby Biura Oddziału, zaprasza się ich do pełnienia służby jako misjonarze terenowi[25].

## Tabela liczby pionierów
| Rok  | Przeciętna liczba pionierów (pomocniczych i pełnoczasowych) na świecie |
| ---- | ---------------------------------------------------------------------- |
| 1914 | 1000                                                                   |
| 1930 | 2897                                                                   |
| 1940 | 5251                                                                   |
| 1950 | 14 093                                                                 |
| 1960 | 30 584                                                                 |
| 1970 | 88 871                                                                 |
| 1980 | 137 861                                                                |
| 1990 | 536 508                                                                |
| 2000 | 805 205                                                                |
| 2010 | 1 132 861                                                              |
| 2015 | 1 578 714                                                              |
| 2020 | 1 638 187                                                              |
| 2021 | 1 748 642                                                              |
| 2022 | 1 846 512                                                              |
| 2023 | 2 284 589                                                              |
| 2024 | 2 519 200                                                              |

## Kurs Służby Pionierskiej
Kurs Służby Pionierskiej – sześciodniowe szkolenie dla pionierów – pod koniec pierwszego roku służby – zapoczątkowane w grudniu 1977 roku w Stanach Zjednoczonych. Składa się z 40 godzinnych lekcji, na które składają się dyskusje, pokazy i warsztaty, mające lepiej wyposażyć do pełnienia służby pionierskiej. Obecnie na to szkolenie wraz z nowymi uczestnikami stopniowo zapraszani są też absolwenci, którzy nie byli na kursie w ostatnich pięciu latach pełnionej służby pionierskiej. Uczą się na nim jak prowadzić rozmowy z napotykanymi ludźmi, omawiają Biblię i zagadnienia organizacyjne oraz jak w życiu codziennym kierować się zasadami z Pisma Świętego i jak pielęgnować oraz okazywać chrześcijańskie cechy, takie jak np. pokora, miłość. Ma ono pomóc pionierowi wzmocnić więź z Jehową Bogiem, zachęcić do dalszej wiernej służby oraz podnieść kwalifikacje we wszystkich jej dziedzinach. Materiały źródłowe dla takiego kursu to Biblia i podręcznik „Dokładnie pełnij swoją służbę” (2 Tymoteusza 4:5).
W związku z pandemią COVID-19 w roku 2021 po raz pierwszy w historii odbył się w formie wideokonferencji (kurs w tej formie odbył się również w 2022 roku).